# Актаутитан
Актаутитан (Aktautitan hippopotamopus) — вимерлий непарнокопитних ссавців родини бронтотерієві (Brontotheriidae). Свою родову назву він отримав на честь гір Актау в Казахстані, де були знайдені його скам'янілості. Рештки знайдені у формуванні Кизилбулак та датуються середнім еоценом (46,5-41,1 млн років тому). Вони знайдені далеко на захід від пустелі Гобі, де виявлена велика частина азійських бронтотерій.

## Опис
Відомо три черепи актаутитана з невеликими лобно-носовими виростами і окремі кістки тулуба. Ймовірно, він був одним з найбільших представників бронтотеріід: його зріст у холці міг досягати 2,5 м, завдовжки 4 м та вагою 4 т. Також були знайдені слідові доріжки, які могли належати цьому виду. Судячи з будови зубів, актаутитан годувався м'якою рослинністю - листям і молодими пагонами дерев. Виходячи з того, що у актаутитана були короткі ноги, а його скам'янілості знайдені в озерних відкладеннях, це може бути свідченням напівводного способу життя.